# Kalcinacija
Kalcinacija (prema kalcij; ili kalciniranje) je postupak nazvan prema istjerivanju ugljikova dioksida (CO2) iz vapnenca (CaCO3) žarenjem, pri čemu nastaje živo vapno (CaO); općenito, kalcinacija je zagrijavanje (ili žarenje) tvari na visoku temperaturu, ali nižu od njihova tališta, pri čemu se iz tvar istjeruje ili CO2 ili voda, ili oboje, a iz kristaliziranih soli se istjeruje kristalna voda.

Tako se npr. bezvodna kalcinirana soda dobije zagrijavanjem i istjerivanjem CO2  i vode iz natrijeva hidrogenkarbonata (NaHCO3) ili pak zagrijavanjem i istjerivanjem kristalne vode iz natrijeva karbonata monohidrata (Na2CO3 x H2O).
U širem smislu, kalcinacija znači žarenje pri kojem se ne zbiva samo dehidratacija već i kemijska promjena (spaljivanje organskih tvari, oksidacija anorganskih spojeva i sl.).
Kalcinacija se često primjenjuje pri dobivanju kovina iz ruda.